# Schöneiche
Schöneiche er en by i landkreis Oder-Spree i den tyske delstat Brandenburg. Byen er beliggende syddøst for bydelen Treptow-Köpenick i Berlins udkant.
Cistercinsermunke anlagde i 1250 i området ved Fichtenau en vandmølle
- Wikimedia Commons har flere filer relateret til Schöneiche